# Tatort: Ein Hauch von Hollywood
Ein Hauch von Hollywood ist ein Fernsehfilm aus der Kriminalreihe Tatort der ARD und des ORF. Der Film wurde vom SFB produziert und am 13. Juli 1998 erstmals ausgestrahlt. Es handelt sich um den zehnten Fall des Ermittler-Duos Roiter und Zorowski und die 390. Tatort-Folge. Roiter und Zorowski müssen die Entführung eines Schauspielers und den Mord an einem Sicherheitsmann in einem Hotel klären.

## Handlung
Der junge deutsche Schauspieler Roland Haas kehrt nach fünfjährigem Aufenthalt in Hollywood, wo er Erfolg hatte, zurück nach Berlin, um dort bei den Filmfestspielen seinen neuen Film zu präsentieren. Hugo Kowalski fährt mit einem Traktor vor das Hotel vor, in dem Haas gerade eine Pressekonferenz abhält und begehrt Zutritt, weil er Haas noch von früher kenne, aber der wird ihm verweigert. Er schafft es dennoch, sich Zutritt zur Pressekonferenz zu verschaffen und beschimpft Roland Haas. Er wirft Haas vor, seine Heimat verraten zu haben, weil er nach Amerika ging. Nach der Pressekonferenz sucht Haas seine Ex-Freundin Laura auf, die mittlerweile mit einem anderen Mann verheiratet ist und eine vierjährige Tochter hat. Er ist überrascht, offensichtlich hatte er gehofft, die Beziehung wieder aufnehmen zu können. Später trifft Haas im Hotel erneut auf Kowalski, der ihn wieder beschimpft. Ein Hoteldetektiv möchte Kowalski hinauskomplimentieren und wird unvermittelt von Kowalski mit einem Messer attackiert und erstochen.
Roiter und Zorowski werden kurz darauf zum Tatort gerufen. Sie suchen Haas auf, dieser besteht auf Polizeischutz und sagt aus, dass er sich vom Täter bedroht fühle. Da er schon auf der Pressekonferenz bedroht worden war, sagt Zorowski ihm zu,  in seiner Nähe zu bleiben.  Roiter vermutet eine PR-Kampagne zur Promotion von Haas‘ neuem Film. Roiter sucht Laura auf, diese erzählt Roiter, dass sie die Geliebte von Haas gewesen sei. Kurt Jelinghaus, der Ehemann von Laura, reagiert kühl und unberührt auf den Mord, von dem Besuch Haas‘ bei seiner Frau am Vortag weiß er nichts, seine Frau streitet ihn zunächst sogar ab. Nachdem Roiter gegangen ist, weist er seine Frau zurecht, weil sie ihm nichts von Haas‘ Besuch erzählt hat, er dürfe doch nicht die Wahrheit erfahren. Zorowski sucht einen Henry Wildmoser und Emma Steinmann, die Ehefrau des Chefs der Produktionsfirma von Haas‘ neuem Film, auf und erwischt die beiden in eindeutiger Pose, Hinweise, dass die Produktionsfirma den Mord als PR für den Film in Auftrag gegeben hat, bekommt Zorowski nicht. Unterdessen trifft Haas Laura und deren Tochter auf einer Eisbahn wieder. Laura weist dabei Annäherungsversuche von Haas zurück. Im Hotel bemerken Roiter und Zorowski, dass Haas verschwunden ist, eine Nachfrage in allen Hotels und Pensionen bleibt erfolglos, der Schauspieler ist verschwunden. Roiter sucht Steinmann auf, dieser weiß, dass seine Frau ihn betrügt, muss jedoch stillhalten, da ihr die Firma gehört, und eine Scheidung ihn seine Position und Existenz kosten würde. Über das Verschwinden von Haas wisse er nichts.
Roiter und Zorowski befragen Jelinghaus, auch er gibt sich ahnungslos. Anschließend fahren sie zu Laura, diese gibt ebenfalls an, nicht zu wissen, wo Haas sich aufhält. Sie gibt den Beamten aber einen Hinweis auf einen Professor Jansen, der seit einem Unfall vor einigen Jahren eine Art „Guru“ für Haas sei. Bei dem Autounfall, den Haas damals betrunken verursacht hatte, sei dessen Freund Georg, der als Schauspieler beliebter als Roland war, querschnittsgelähmt, deshalb sei Roland vor seinem schlechten Gewissen nach Amerika  geflüchtet. Ihre kleine Tochter Nadine plappert allerdings aus, dass sie am Vortag zusammen mit Haas im Eisstadion waren. Sie sagt, dass sie eine ähnliche Beziehung gehabt hätten wie im Film „Jules et Jim“, sie hätte Spaß mit Georg gehabt, aber Roland geliebt. Sie kannte die beiden von der Schauspielschule, allerdings habe sie erkannt, dass sie nicht gut genug für den Beruf war. Die Beamten suchen Professor Jansen auf, dieser streitet ab, mit Haas noch in Kontakt zu stehen, auch Kowalski will er auf dem Phantombild nicht erkennen. In diesem Moment erblicken Roiter und Zorowski Haas im Garten, dieser gibt an, geflohen zu sein, weil er nicht den Köder für den Messerstecher spielen möchte. Anschließend suchen sie Georg Marald auf. Dieser weiß nicht, dass die Beamten Haas gefunden haben und gibt sarkastisch zu, ein Motiv für einen Mord an Haas zu haben. Im weiteren Gespräch stellt sich heraus, dass er keinen Groll gegen Roland Haas hegt, im Gegensatz zu seiner ihn pflegenden Mutter, die Haas noch immer die Schuld an der Querschnittslähmung ihres Sohnes gibt und die meint, ihr Sohn sei immer der bessere Schauspieler gewesen.
Haas kontaktiert Laura, die beiden treffen sich und Laura gesteht ihm, dass Nadine seine Tochter ist und nicht die ihres Mannes. Georg kommt überraschend hinzu, es kommt zu einem Wortgefecht zwischen den beiden Männern. Kowalski beobachtet die Szene aus einiger Entfernung. Zu Hause konfrontiert Kurt Jelinghaus seine Frau mit dem Vorwurf, sie habe Haas die Wahrheit über Nadines Vaterschaft gesagt, was diese auch gesteht. Er glaubt, Haas wolle ihm nun Nadine und auch Laura wegnehmen, seine Frau wiegelt das ab. Als Haas anruft, lässt er ihn nicht mit seiner Frau sprechen, verabredet sich aber mit ihm. Haas wartet auf ein Taxi, Kowalski will ihn mit einem Messer aus dem Hinterhalt attackieren, als Jelinghaus auftaucht und Haas abholt, weil er befürchtete, Haas wäre sonst nicht zum Treffen erschienen und würde ihn reinlegen. Als Haas sich weigert, einzusteigen, schlägt er Haas nieder und verfrachtet ihn in seinen Kofferraum. Professor Jansen meldet kurz darauf die Entführung von Haas, da er das abfahrende Auto bemerkt hat. Jelinghaus hält unterdessen Haas gefesselt in einer alten Lagerhalle gefangen. Am nächsten Morgen stellt sich Kowalski und behauptet, Haas getötet zu haben. Er habe ihn getötet, um seine Seele vor dem Verderben zu retten. Den Hoteldetektiv habe er „aus Versehen“ getötet, weil dieser ihn bei seiner Mission gestört habe. Er behauptet, die Leiche von Haas im Teltowkanal versenkt zu haben. Kowalski ist psychisch gestört und war nach dem Autounfall gemeinsam mit Haas in Prof. Jansens Klinik, allerdings sei Haas arrogant gewesen und habe seine Mitpatienten wie Luft behandelt. Kowalski habe nur mit ihm reden wollen, doch Haas habe um Hilfe geschrien, weil er Angst vor Kowalski hatte. Die Klinik sei die gemeinsame „Heimat“ der beiden gewesen.
Haas, der an Hunger und Kälte leidet, fleht Jelinghaus an, ihn freizulassen, er werde in die USA zurückkehren und sich nie wieder bei Laura und Nadine melden. Er würde niemandem von der Entführung erzählen. Jelinghaus weiß nicht, ob er das Angebot akzeptieren soll. Im Teltowkanal finden die Beamten keine Leiche an der von Kowalski angegebenen Stelle. Die Beamten suchen den Bauwagen auf, in dem Kowalski lebte und treffen dort auf Jansen, den sie befragen. Dieser gibt an, dass Kowalski oft Gewaltphantasien geäußert hätte. Zorowski findet die Tatwaffe und wähnt den Fall geklärt, Roiter zweifelt daran. Jelinghaus will nun, nachdem er erfahren hat, dass Haas für tot gehalten wird und ein Geständnis vorliegt, Haas tatsächlich töten und im Teltowkanal versenken. Als seine Frau in der Lagerhalle auftaucht, versteckt er Haas. Seine Frau versichert ihm, dass sie nur ihn liebt, Haas muss dies aus seinem Versteck mit anhören. Roiter sucht erneut Jansen auf, dieser sagt, dass Kowalski offensichtlich „die Urheberrechte“ am Tod von Haas haben wollte. Roiters Zweifel an Kowalskis Täterschaft verstärken sich, zumal das Versenken der Leiche im Teltowkanal nicht zum bisherigen Verhaltensmuster Kowalskis passe, den Hoteldetektiv hatte er erstochen, nun will er Haas ertränkt haben.
Roiter vernimmt noch einmal Kowalski und konfrontiert ihn mit seiner These, dass er Haas nicht umgebracht hat, doch Kowalski bleibt bei seiner Version. Jelinghaus kauft sich unterdessen eine Pistole, kurz darauf sucht Roiter Jelinghaus auf und befragt ihn nach seinem Alibi für die Zeit von Haas‘ Verschwinden. Zorowski nimmt sich noch einmal Georg Marald vor, doch dieser hat ein Alibi, weil er sich zur Tatzeit mit einer Prostituierten zu Hause vergnügte. Jelinghaus erfährt von seiner Frau, dass Steinmann ihn entlassen werde. Er geht daraufhin mit seiner Tochter spazieren und spielt mit dem Gedanken, sich und die Kleine in die Tiefe zu stürzen. Zorowski sucht erneut Jansen auf, der ihm endlich erzählt, dass Haas seit einigen Tagen wisse, dass Lauras Tochter von ihm ist. Haas versucht unterdessen zu fliehen, wird aber von Jelinghaus gestellt. Roiter überprüft Jelinghaus‘ Alibi, dass sich als falsch herausstellt. Bremer gibt unfreiwillig zu, dass er Jelinghaus eine Waffe verkauft hat. Jelinghaus filmt Haas und zwingt ihn dazu, vor laufender Kamera zu sagen, dass er zurückgekommen sei, um eine Familie zu zerstören, Kurt Jelinghaus habe daher keine andere Wahl, als ihn zu töten. Laura findet zu Hause eine Kugel und ahnt nun, dass ihr Mann etwas Schlimmes vorhat, sie eilt in die Lagerhalle, Roiter und Zorowski folgen ihr. Jelinghaus versucht, Haas zu erschießen, bringt es aber nicht über sich. Laura kommt hinzu und versichert Kurt ihre Liebe, doch dieser ist überzeugt, dass Laura Haas liebt. Roiter und Zorowski kommen hinzu und beschwören ihn, Haas am Leben zu lassen, Kurt Jelinghaus erschießt daraufhin sich selbst.
Roland Haas gewinnt auf der Berlinale den Silbernen Bären, bei seiner Abreise sagt Laura, dass sie noch Zeit brauche, Haas antwortet ihr, dass er warten werde. Roiter und Zorowski beobachten die melodramatische Szene und Roiter stellt spöttisch fest, dass in ihr ein „Hauch von Hollywood“ liege.

## Produktion
Der Tatort Ein Hauch von Hollywood ist eine Produktion von Pro Vobis Jürgen Haase im Auftrag des SFB für Das Erste. Der Film wurde in Berlin und Umgebung gedreht. Bei seiner Erstausstrahlung am 13. Juli 1998 hatte Ein Hauch von Hollywood 1,11 Millionen Zuschauer, was einem Marktanteil von 15,08 % entspricht. Die geringste Zuschauerzahl aller Tatort-Folgen bei einer Erstausstrahlung ist darauf zurückzuführen, dass dieser Film erst am Montagabend um 23 Uhr ausgestrahlt wurde.
Ein Hauch von Hollywood wurde lediglich auf einem Wiederholungsplatz am Montagabend um 23 Uhr ausgestrahlt, weil er von der ARD-Programmkommission als nicht geeignet für die Hauptsendezeit befunden wurde. Der Film wurde beim SFB als „Experiment“ eingestuft und sollte eine Satire auf das Krimi-Genre sein.
Die zwölf Filme des SFB mit Winfried Glatzeder wurden nicht auf herkömmlichen Filmmaterial aufgezeichnet, sondern mit Hilfe von Betacam-Videokameras, was eine Videoclip-Ästhetik der Filme zur Folge hatte, die vielfach kritisiert wurde. Auch der 1995 vom SFB produzierte Polizeiruf 110: Sieben Tage Freiheit wurde in diesem Format aufgezeichnet und ebenfalls kritisiert.

## Kritik
TV Spielfilm beurteilte den Film als „Haarsträubend in Wort und Bild“. „Was als Experiment beabsichtigt war, wirkt als würde Helge Schneider „Gute Zeiten, schlechte Zeiten“ inszenieren.“ Matthias Dell meint dagegen in Der Freitag: „Dabei ist er einer der besten: ein Experimentalfilm als Tatort“.